# Benjamin G. Humphreys
Benjamin Grubb Humphreys, född 26 augusti 1808 i Claiborne County i Mississippiterritoriet, död 20 december 1882 i Jackson i Mississippi, var en amerikansk politiker och militär. Han var Mississippis guvernör 1865–1868. Före amerikanska inbördeskriget var han whig och efter kriget demokrat. Han tjänstgjorde som brigadgeneral i Amerikas konfedererade staters armé och blev avsatt som guvernör efter att ha vägrat att fullfölja order från nordstaternas militärmakt.
Humphreys studerade vid United States Military Academy men blev relegerad tillsammans med ett fyrtiotal andra kadetter efter en incident. I Mississippi hjälpte han först till på faderns plantage och blev sedan senare själv plantageägare. Han representerade Whigpartiet i Mississippis lagstiftande församling och hörde före kriget till motståndarna till sydstaternas utträde ur USA.
När inbördeskriget väl hade brutit ut, tjänstgjorde Humphreys först som kapten i konfederationens armé och avancerade så småningom till brigadgeneral. Han sårades svårt i slaget vid Gettysburg.
Humphreys efterträdde 1865 William L. Sharkey som Mississippis guvernör och efterträddes 1868 av Adelbert Ames.
Humphreys avled 1882 och gravsattes på Wintergreen Cemetery i Port Gibson. Humphreys County i Mississippi har fått sitt namn efter Benjamin G. Humphreys.